# Miloš Šestić
Miloš Šestić (en serbio: Милош Шестић; Laktaši, Yugoslavia, 8 de agosto de 1956) es un exfutbolista de Yugoslavia que jugaba en la posición de delantero.

## Carrera

### Club
| Club              | Temporada        | Liga        | Liga  |
| Club              | Temporada        | Apariciones | Goles |
| ----------------- | ---------------- | ----------- | ----- |
| Red Star Belgrade | 1973–74          | 3           | 0     |
| Red Star Belgrade | 1974–75          | 8           | 0     |
| Red Star Belgrade | 1975–76          | 6           | 0     |
| Red Star Belgrade | 1976–77          | 22          | 8     |
| Red Star Belgrade | 1977–78          | 15          | 2     |
| Red Star Belgrade | 1978–79          | 28          | 3     |
| Red Star Belgrade | 1979–80          | 28          | 4     |
| Red Star Belgrade | 1980–81          | 31          | 7     |
| Red Star Belgrade | 1981–82          | 27          | 7     |
| Red Star Belgrade | 1982–83          | 6           | 0     |
| Red Star Belgrade | 1983–84          | 29          | 7     |
| Red Star Belgrade | 1984–85          | 13          | 6     |
| Red Star Belgrade | Total            | 216         | 44    |
| Olympiacos        | 1984–85          | 17          | 2     |
| Olympiacos        | 1985–86          | 27          | 8     |
| Olympiacos        | 1986–87          | 6           | 1     |
| Olympiacos        | Total            | 50          | 11    |
| Vojvodina         | 1986–87          | 14          | 5     |
| Vojvodina         | 1987–88          | 24          | 2     |
| Vojvodina         | 1988–89          | 30          | 7     |
| Vojvodina         | 1989–90          | 6           | 0     |
| Vojvodina         | Total            | 74          | 14    |
| Zemun             | 1989–90          | 13          | 2     |
| Zemun             | 1990–91          | 5           | 1     |
| Zemun             | Total            | 18          | 3     |
| OFK Beograd       | 1990–91          | 10          | 2     |
| Total de carrera  | Total de carrera | 368         | 74    |

### Selección nacional
A nivel de selecciones menores ganó la Eurocopa Sub-21 en 1978. Jugó para Yugoslavia en 28 ocasiones de 1979 a 1985 y anotó cuatro goles; ganó los Juegos Mediterráneos de 1979, participó en los Juegos Olímpicos de Moscú 1980, la Copa Mundial de Fútbol de 1982 y la Eurocopa 1984.

## Logros

### Club
- Yugoslav First League: 1976–77, 1979–80, 1980–81, 1983–84, 1988-89
- Yugoslav Cup: 1981–82
- Yugoslav Second League: 1986–87

### Selección nacional
- UEFA Under-21 Championship: 1978
- Mediterranean Games: 1979